# 斯罗塞尔内阁
斯罗塞尔内阁（英語：Throssell Ministry），是西澳大利亚州第2届内阁。1901年2月15日，前任州长约翰·福雷斯特转至联邦任职后，由乔治·斯罗塞尔接任州长，并组建内阁。
1901年西澳大利亚州选举中出现悬峙议会，执政派与反对派所得议席相当。最终时任州长乔治·斯罗塞尔辞职，由反对党领袖乔治·利克出任州长